# 里門雪濃湯
里門雪濃湯（：／）是韓國首爾的雪濃湯餐廳。該餐廳約於1904年的大韓帝國時代設立，是韓國至今仍營運中的最古老餐廳。
里門雪濃湯是少數能撐過朝鮮日治時期與韓戰，並存活至今的餐廳。自成立以來，其調理方法至今未變。位置則自日治時期以來一直維持到2011年為止。之後則為配合都更而搬走。其後被列在韓國米其林名單中、並成為觀光景點。2013年，該餐廳被列入首爾未來遺產名單中。

## 命名
一般認為「里門雪濃湯」的名字源於「里門食堂」（：／）。「里門」是指該餐廳附近一座小山丘的古地名「里門巷」（：／）。該餐廳使用的「雪濃湯」為古名的，而非現今常用的。

## 概述

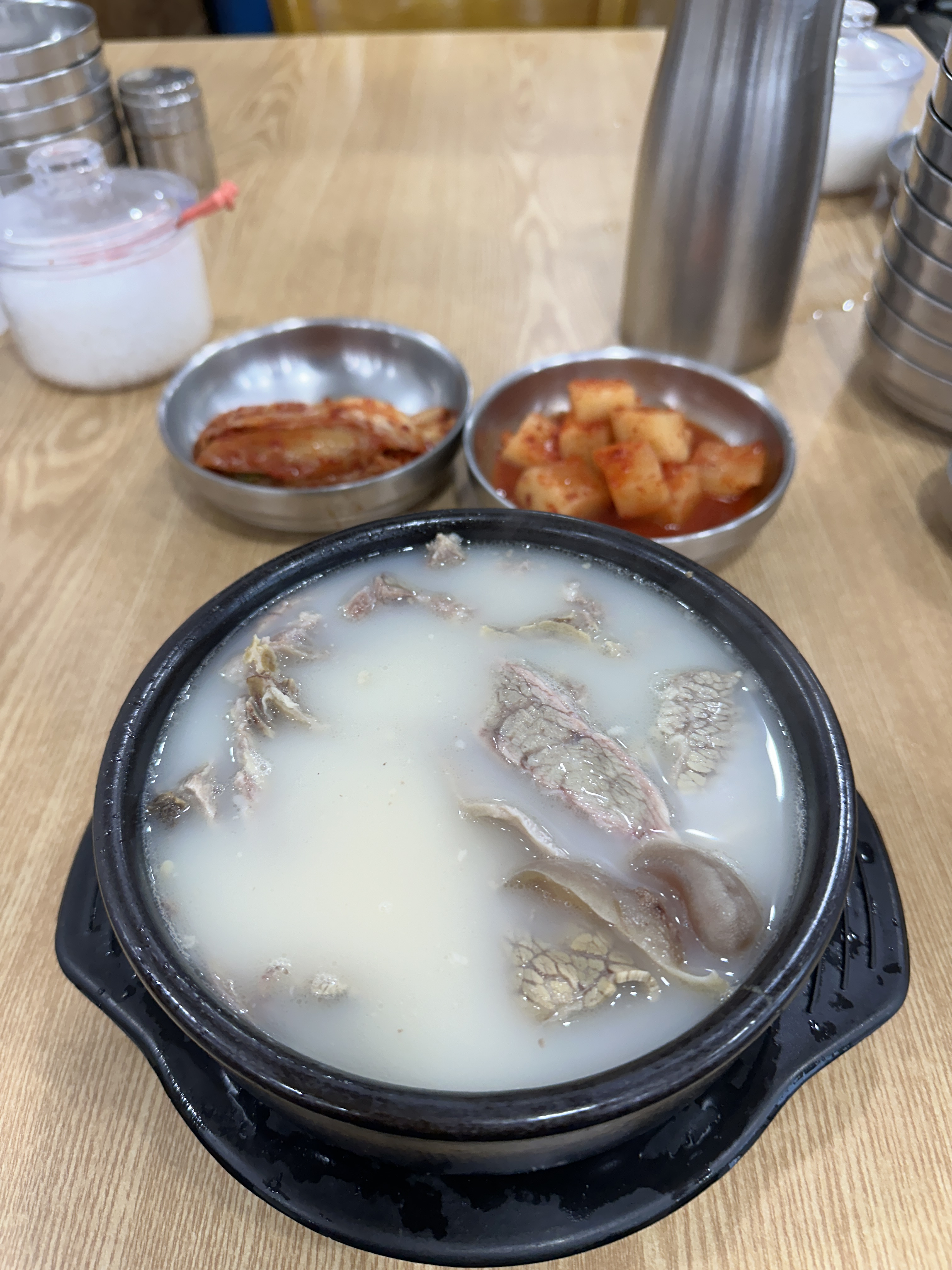
2024年攝於餐廳的雪濃湯。鹽巴用於調味

里門雪濃湯主要提供雪濃湯。報導發現該餐廳的材料與作法簡易、透明且公開。其高湯上桌前，要煮16到17小時。據2004年的訪談指出，餐廳老闆為維持餐點品質與實惠價格，他並沒有任何展店計畫。
據報道，里門雪濃湯現在變成受歡迎的旅遊景點，並為週三美食匯等美食節目的常客。

## 歷史
里門雪濃湯的確切開幕時間已不可考。比較知道餐廳早期歷史的人，通常會給出1902年至1907年的答案。2011年，首爾特別市廳在調查後宣佈該餐廳於1904年成立，並認證其為韓國最古老的餐廳。其餐廳創辦人也同樣不可考，但一般認為是一位姓「洪」的先生。在日治時期，有一位名為「洪鍾煥」（：／）的餐廳老闆被逮捕。之後，餐廳給了姓「楊」的先生經營。1960年，有位名為柳元石的女性，買下了楊先生的餐廳後經營。1981年，她的兒子田聖根（：／）繼承家業，經營餐廳至今。
在日治時期，雪濃湯就已經是首爾（時名京城）的代表性美食，而里門雪濃湯就也屬推薦精選的雪濃湯餐廳。這家餐廳出現在多篇新聞報導中，其僱用了許多外賣員。由於它早上很早就開門營業，因此成為夜班員工的最愛。
包括首位朝鲜半島奧運金牌得主孫基禎、韓國首任副總統李始榮、朝鲜劳动党元老朴宪永、韓國组暴首領兼政治人物金斗漢等著名韓國人，為里門雪濃湯的常客。金斗漢還在少年時期於里門雪濃湯打工過。另外，也有許多韓國運動員是餐廳常客，包含文成吉、金光善、河亨柱等。甚至有部份熱愛光顧該餐廳的運動員，幽默地建立了名為「里門會」的組織。
2023年10月16日下午1點45分左右，里門雪濃湯的廚房排氣口，因其油脂點燃而導致起火。，隨後為修復餐廳而臨時停業。

## 註解
1. ↑  部份說法認為名字應源於「里門屋」（：／），但有《文化日報》的記者認為這些說法將里門雪濃湯與同名餐廳混淆了。[7]

## 外部連結
- 维基共享资源上的相關多媒體資源：里門雪濃湯